# Parachutes Tour
Il Parachutes Tour è stato il primo tour dei Coldplay realizzato nel 2000 in supporto del loro primo album studio, Parachutes. Il tour ha attraversato tutta la Gran Bretagna, passando perlopiù per club, pub e piccoli locali.
Nonostante la durata relativamente breve del tour in sé, i Coldplay hanno l'occasione di farsi notare ad un vasto pubblico anche grazie alle partecipazioni, in quel periodo, all'NME Tour e al Winter Tour.
La setlist standard prevedeva l'esecuzione di gran parte dei brani presenti in Parachutes, tra cui i singoli Yellow, Trouble, Shiver e Don't Panic, oltre a In My Place, canzone presente nel secondo album studio A Rush of Blood to the Head, e ad alcune b-sides e cover.

## Scaletta
1. Spies
2. Trouble
3. Bigger Stronger
4. High Speed
5. Shiver
6. Animals
7. Sparks
8. Don't Panic
9. Help Is Round The Corner
10. Yellow
11. Everything's Not Lost
12. In My Place
13. You Only Live Twice
14. What The World Needs Now